# پات و پاتاشن

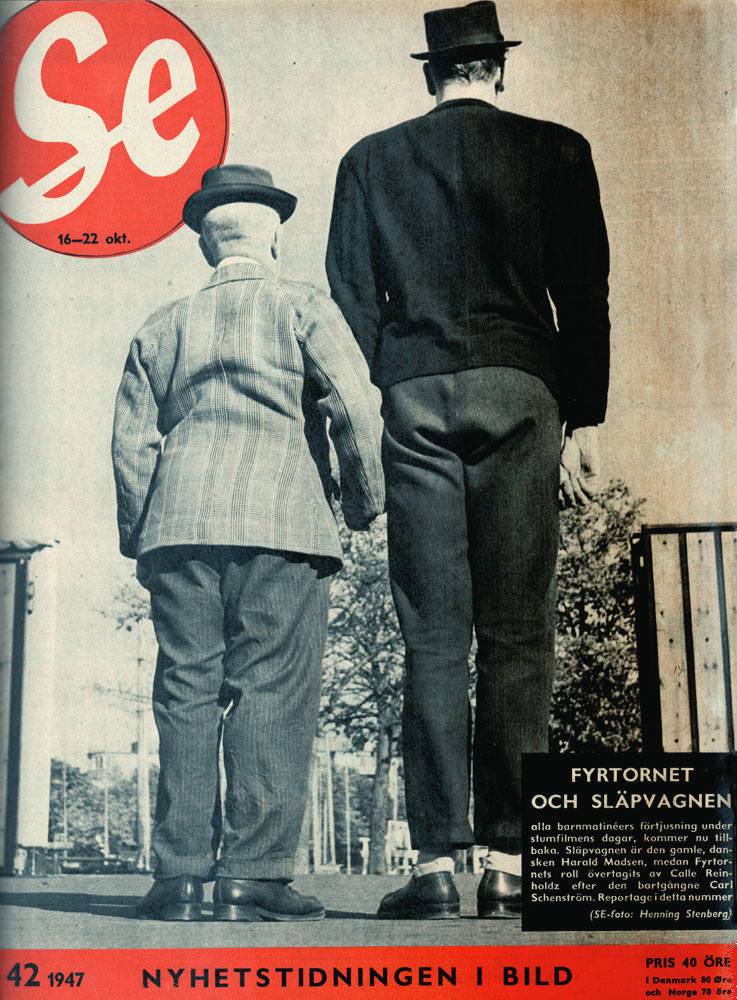
پات و پاتاشن در صفحهٔ اول هفته‌نامه سوئدی Se در سال ۱۹۴۷. نقش‌ها در اینجا توسط هارالد مدسن و کاله راین‌هلدز (که جانشین کارل شنستروم شد) ایفا شدند.

پات و پاتاشُن (به آلمانی)، اُله و اکسل (آمریکایی) یا بلند و کوتاه (بریتانیایی) یک جفت بازیگر کمدی از دانمارک بودند که در دانمارکی با نام Fyrtårnet og Bivognen (فانوس دریایی و کناری) شناخته می‌شدند که اغلب Fy og Bi نامیده می‌شد. کارل شنستروم (۱۸۸۱–۱۹۴۲) و هارالد مدسن (۱۸۹۰–۱۹۴۹) نقش این زوج را بازی کردند.
این دو در سال ۱۹۲۱ با فیلم Film Flirt og Forlovelse (فیلم، لاس‌زدن و نامزدها) شروع به کار کردند و تا سال ۱۹۴۰ در حدود ۵۰ فیلم، عمدتاً صامت، ظاهر شدند. از این تعداد، ۱۳ مورد در خارج از دانمارک (در سوئد، آلمان، اتریش و انگلیس) ساخته شده‌است. اوج شکوفایی آنها در دهه ۱۹۲۰ بود، زمانی که اُله و اکسل، محصول صادراتی اصلی سینمای دانمارک و اولین جفت کمدین‌های مشهور بین‌المللی در جهان بودند.
Ole & Axel با نام‌های Telegrafstolpen og Tilhengeren در نروژ، Fyrtornet och Släpvagnen در سوئد، Majakka ja Perävaunu (فانوس دریایی و تریلر) در فنلاند، Doublepatte et Patachon در فرانسه، Watt en Halfwatt در هلند و Long & Short در انگلستان شناخته می‌شدند. تعداد نسبتاً کمی از فیلم‌های آنها در ایالات متّحده به نمایش درآمد. در کشورهای دیگر (از جمله ایران)، این دو با نام آلمانی خود Pat und Patachon شناخته می‌شدند.
این زوج کمدی، الهام‌بخش ساخت اولین فیلم بلند تاریخ سینمای ایران، آبی و رابی، شد.